# Toonz
Toonz（トゥーンズ）は、2Dアニメーションソフトウェアの一種である。基礎的なアプリケーションはOpenToonz（オープントゥーンズ）の名でオープンソースソフトウェアとしてドワンゴで開発されている。またこれとは異なる、プロの個人やスタジオ向けの商業用ソフトであるToonz PremiumがDigital Video S.p.Aによって開発、販売されている。Digital Videoは、画像や文章による絵コンテの作成に焦点をあてたソフトウェアStoryPlannerや、鉛筆画のテストを行うためのLinetest、Web用の2DアニメーションソフトウェアThe-TAB、Webや放送用のアニメーション制作に使用される2Dアニメーションソフトなどの開発を手掛けている。ToonzはスタジオジブリやRough Draft Studiosを含む世界中の多くのスタジオで使用されている。

## 開発

### 初版：Toonz 3.0
Toonz とは1993年にIRIX OS用に開発されたソフトウェアの登録商標のことである。 その独占的な販売契約は、Creative Toonzを販売する Softimageによって行われた。  一年後、Toonzはロンドンの Amblimation/Universal Pictures による映画Balto の大規模な制作にも使用された。

### その他の主要なリリース

#### Toonz 4.0
マイクロソフトによってSoftimageが買収されたあと、Toonzはマイクロソフトブランドの製品として販売するため、マイクロソフトの要求に沿い、Windows環境で最適なパフォーマンスを発揮するよう再設計された。 Toonz4.0はToonz3.0に比べより強力なツールとなっており、それまでのセルアニメーター、映画、ビデオ、ゲームや新しいメディア産業のために非常に直感的なユーザインタフェースを提供している。 Softimage Toonz4.0は鉛筆のテストモジュール、パレットエディタ、Xsheet、インキ、塗装モジュール、フリップモジュールなどの大幅に向上した入力機能を提供し、ユーザーがさらにスキャンやレンダリングの別々のモジュールを追加しソフトウェアをカスタマイズできるようになった。

#### Toonz 5.0
Toonz 5.0 Harlequinはラスターグラフィックスによる作画に基づいたそれまでの手法を誠実に支援することによってアニメーションの制作技術基準の進化を迎えるために設計された。このソフトウェアはユーザーがデジタル作画によるアニメーションに挑戦できるようベクタ形式の絵画サポートが導入されている。  
Toonz 5.0 Harlequinは、アニメーターがスキャンされた手描きの絵またはデジタル作画を直接Toonzに読み取り、アニメーションにすることを可能にする新たなユーザーに優しい環境のブランドをもたらした。 Toonz5.0はWindowsとMac OS Xの両方に対応した初めてのToonzである。

#### Toonz 6.0 Harlequin and Bravo
Toonz6.0は、それまで手描きやデジタル作画のアニメーション制作のの作業工程に対応したToonz Harlequinと、デジタル作画に対応したToonz Bravoの二つのバージョンが発売された。Toonz Harlequinは、宮崎駿や高畑勲などの映画を制作してきたスタジオジブリとの緊密な連携によって実現された。一方Toonz Bravoは手描きに対応した Harlequinとは異ってペーパーレスアニメーションに特化しており、デジタル作画を可能にしている。またToonz6.0はToonz5.0と同様WindowsとMac OS X両方に対応している。

### Toonz 6.4ML
Toonz6.3と同様、Toonz6.4はペーパーレスアニメーションのみのToonz 6.4 Bravo!と手描きにも対応したToonz Harlequinの2つのバージョンを使用でき、またToonzに新しいあるいは改良された機能を追加することができる。クリンナップ機能は大幅に向上し、クリンナップ処理前後のプレビューを確認し、特定の機能を使用して線画のゴミ取りを行うことができる。 また、色強度に連動したパラメータを使ってクリンナップに対しアンチエイリアス機能を使用できる。他にも、時間やストレージ容量を抑えるためにモノクロでスキャンする新機能が存在する。さらにスキャン画像を出力するフォーマットを選択することができる。また、スキャナのDPIはスキャナ、クリンナップ設定両方で設定可能であり、ラスタ形式からベクタデータに変換するコンバータの新しいアルゴリズムは、低い解像度の画像からでも高品質の結果を得られるようパラメータを調節し、スキャン画像から線画を検出することができる。その他の新機能として、相互に色を編集したり特殊効果を模式図から編集したりでき、一方出力設定やプレビューウィンドウがさらに広範囲になっている。

### Toonz 7.0
Toonz 6.4と同様、Toonz 7.0はペーパーレスアニメーションのみのToonz 6.4 Bravo!と、手描きにも対応したToonz Harlequinの2つのバージョンを使用でき、またToonzに新しいあるいは改良された機能を追加することができる。新しいツールでは単一の画像から一連のアニメーションのシーンを制作することを可能にした。特定のメッシュ構造や骨組みを構築することで、ユーザーが絵を描くことなく伸縮及び曲げ変形することが可能になった。もう一つの強力な新たなToonz Harlequinの特徴はECMAScriptsのサポートである。スクリプトウィンドウでコマンドスクリプトを実行することによって異なるタスクを自動的に行うことが可能である。また一連の新しいエフェクトが既にToonzに搭載されておりデフォルトで利用可能である。ゴミ取り、左右対称の背景の製作、画像から抽出した色を利用した光線エフェクト、と言った機能が追加されている。さらに、レイヤーの合成機能は多数のソースに対応しており、これによってシーンのレベルを並べ替えたり複数の層に同様の処理を適用させることを簡単にしている。シーン要素のz値とカメラのシフトパラメータを使用して、左右のレンダリングシークエンスを立体的に出力することを可能にした。

### オープンソース
2016年3月19日に、Toonzはオープンソースソフトウェア「OpenToonz」として1週間後に公開されるとアナウンスされた。 その後、OpenToonzの ソースコード はGitHubのBSDライセンスの下、2016年3月26日に公開された。 またDigital Videoは競争力のある価格でそれらの企業のために改良しToonz Premium versionとして開発、販売を続ける予定である。

## 作品

### 映画
| - もののけ姫 - ホーホケキョ となりの山田くん - 千と千尋の神隠し - ハウルの動く城 - ゲド戦記 - 崖の上のポニョ - 借りぐらしのアリエッティ - メアリと魔女の花 | - バルト - Nick at Nite "Logobelly" IDs (1997-1999) - アナスタシア - フューチュラマ - The Maxx - タイタンA.E. - Aida of the Trees - Asterix in America—The sequence of the sea storm was completely done with Toonz - スティーブン・ユニバース |

### ゲーム
PsygnosisのDiscworld 2やモノリスのClawといった多くの人気ゲームのアニメーションがToonzを使用して制作されている。

## 関連書籍
- 「OpenToonzではじめるアニメーション制作 (I・O BOOKS)」（泉津井 陽一 (著)、工学社 、2016年11月1日)

- 「OpenToonzではじめるアニメーション制作 (I・O BOOKS) 」（泉津井 陽一 (著)、工学社、増補改訂版 、2018年9月1日)